# Нова Долина
Нова́ Доли́на — село Авангардівської селищної громади у Одеському районі Одеської області в Україні. 
У грудні 2019 року в результаті добровільного приєднання Нова Долина увійшла до складу Авангардівської територіальної громади, що стало стартом для змін та розвитку населеного пункту.

## Політика

### Парламентські вибори, 2019
На позачергових парламентських виборах 2019 року у селі функціонувала окрема виборча дільниця № 510700, розташована у приміщенні будинку культури.
Результати
- зареєстровано 1835 виборців, явка 46,59%, найбільше голосів віддано за «Слугу народу» — 60,31%, за «Опозиційну платформу — За життя» — 15,28%, за Партію Шарія — 5,69%.[1] В одномандатному окрузі найбільше голосів отримав Сергій Колебошин (Слуга народу) — 50,43%, за Василя Гуляєва (самовисування) — 11,66%, за Олександра Чоботаря (Опозиційний блок) — 9,33%[2].

## Населення
Згідно з переписом УРСР 1989 року чисельність наявного населення села становила 911 осіб, з яких 441 чоловік та 470 жінок.
За переписом населення України 2001 року в селі мешкали 1304 особи.
За даними Головного управління статистики в Одеській області [Архівовано 26 лютого 2021 у Wayback Machine.] станом на 01.01.2021 року чисельність наявного населення складала 3 655 осіб.

### Мова
Розподіл населення за рідною мовою за даними перепису 2001 року:
| Мова            | Кількість | Відсоток |
| --------------- | --------- | -------- |
| українська      | 880       | 67.49%   |
| російська       | 384       | 29.45%   |
| румунська       | 18        | 1.38%    |
| вірменська      | 10        | 0.77%    |
| болгарська      | 2         | 0.15%    |
| гагаузька       | 1         | 0.08%    |
| білоруська      | 1         | 0.08%    |
| інші/не вказали | 8         | 0.60%    |
| Усього          | 1304      | 100%     |

## Освіта
На території села функціонує ЗЗСО “Новодолинський ліцей” Авангардівської селищної ради.

## Галерея

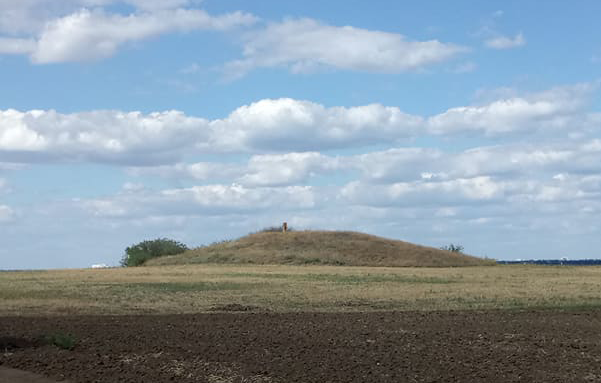
Курган біля села Нова Долина
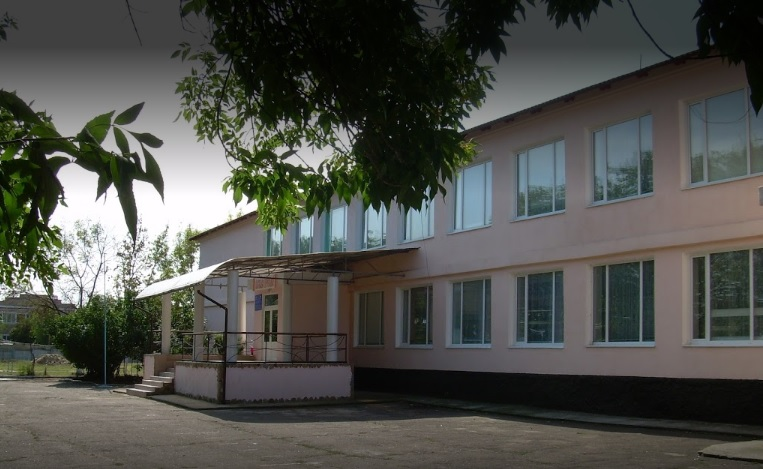
Будівля школи в с. Нова Долина
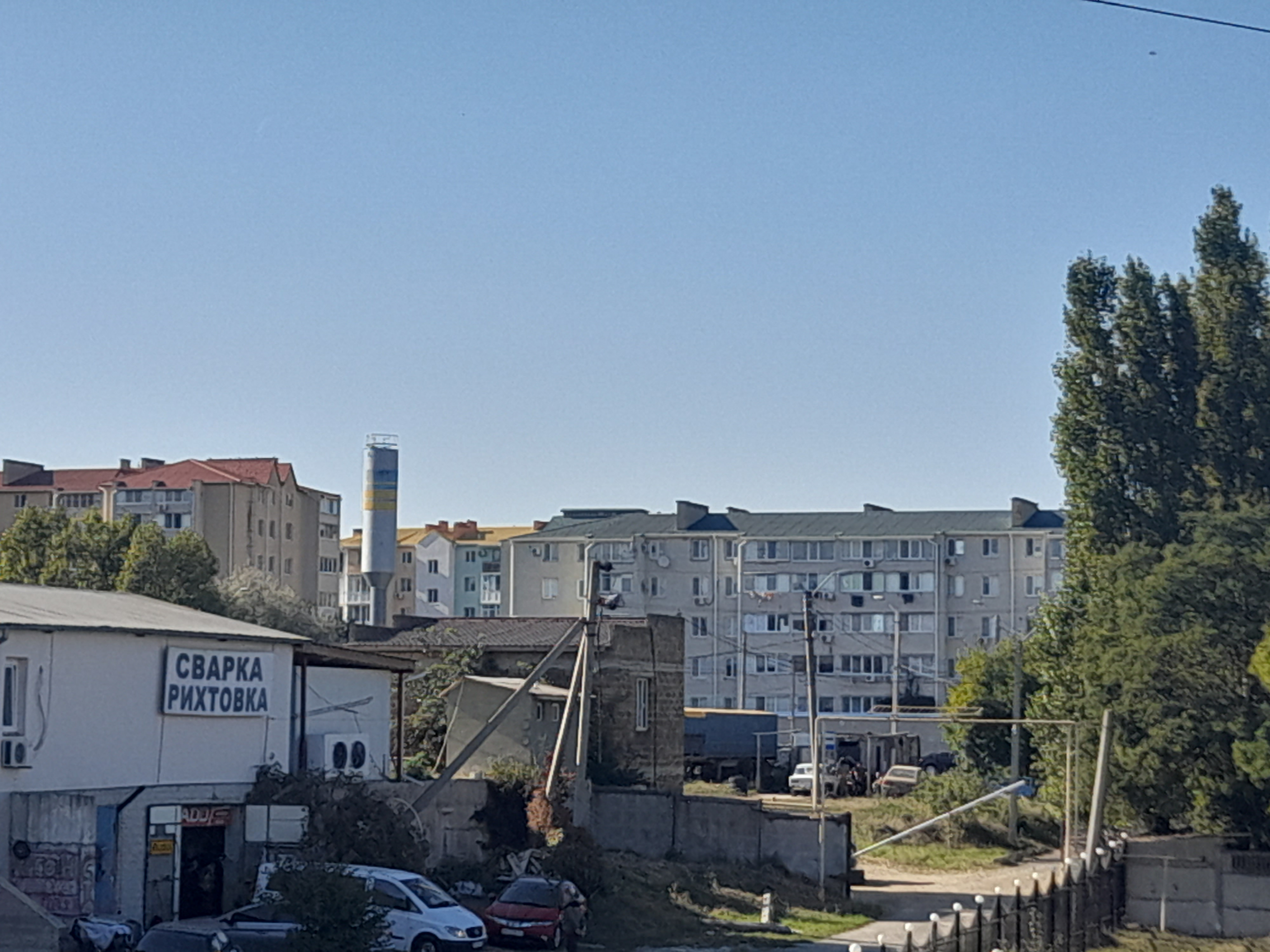
Сучасний житловий комплекс "Озерки"